# Nelsia angolensis
Nelsia angolensis là loài thực vật có hoa thuộc họ Dền. Loài này được Bamps mô tả khoa học đầu tiên năm 1975.